# Liste der Einträge im National Register of Historic Places im Hutchinson County (Texas)
Die Liste der Registered Historic Places im Hutchinson County führt alle Bauwerke und historischen Stätten im texanischen Hutchinson County auf, die in das National Register of Historic Places aufgenommen wurden.

## Aktuelle Einträge
| Lfd. Nr. | Name im NRHP                          | Bild | Datum der Eintragung | Adresse/Lage       | Ort     | NRHP-ID  | Beschreibung |
| -------- | ------------------------------------- | ---- | -------------------- | ------------------ | ------- | -------- | ------------ |
| 1        | Adobe Walls                           |      | 22. Mai 1978         | Address Restricted | Stinnet | 78002958 |              |
| 2        | Antelope Creek Archeological District |      | 22. Sep. 1972        | Address Restricted | Fritch  | 72001366 |              |